# Shobushi Kanji
Shobushi Kanji (Kōfu, 4 de novembro de 1991 - Tóquio, 13 de maio de 2020) foi um lutador de sumô japonês de Kōfu, Yamanashi. Foi o primeiro lutador de sumô a morrer por complicações causadas pela COVID-19, e também é considerado a primeira pessoa na casa dos 20 anos a morrer da doença no Japão.
Shobushi Kanji sofria de diabetes e, em 2016, teve que se retirar de uma luta por causa de hipoglicemia.
Em 13 de maio de 2020, morreu vítima da COVID-19.